# Chusgonobius weyrauchi
Chusgonobius weyrauchi is een hooiwagen uit de familie Cosmetidae.